# Bunkyō Civic Center
Le Bunkyō Civic Center (文京区役所) est un gratte-ciel construit à Tokyo en 1994, mesurant 146 mètres de hauteur. La surface de plancher de l'immeuble est de 86 027 m2. Le niveau d'observation situé au 25e étage offre une vue sur 330 degrés centré au nord.
L'architecte est la grande agence japonaise Nikken Sekkei.

## Histoire
Le Bunkyo Civic Center se trouve sur l'ancien site de l'hôtel de ville de Bunkyo (文京公会堂), qui a ouvert ses portes en avril 1959. C'est là que se sont déroulés les premiers Japan Record Awards. L'hôtel de ville, dont l'acoustique était excellente, a été utilisé principalement comme salle de spectacles et de concerts de musique classique depuis son ouverture jusqu'en 1977.
En 1977, il a été constaté que le bâtiment ne respectait pas les règles de sécurité incendie imposées par le gouvernement japonais, et a été fermé. Le gouvernement a démoli l'hôtel de ville et l'a reconstruit pour en faire un bâtiment gouvernemental nommé Bunkyo Civic Center. Ce centre civique de 142 mètres (466 pieds) de haut comprend trois étages de sous-sol et 28 étages hors sol, ce qui en fait le plus haut centre civique de Tokyo. Il est en service depuis 1994.